# Eduard Junyent i Subirà
Eduard Junyent i Subirà (Vic, Osona, 18 de setembre de 1901 - ibid., 20 de novembre de 1978) va ser un sacerdot, historiador i arqueòleg català.
Fou ordenat sacerdot el 15 d'agost del 1926 i es va traslladar a estudiar al Pontificio Istituto di Archeologia Cristiana de Roma, en el qual va romandre fins a 1930. De retorn a Vic, va ser nomenat conservador adjunt al Museu Episcopal, director de la biblioteca episcopal, així com arxiver major de la ciutat. Va tornar a Roma en esclatar la guerra civil. Va obtenir la càtedra d'arquitectura cristiana a l'Istituto di Archeologia Cristiana, càrrec que va ocupar fins al 1941.
El 1944, i ja de nou a Vic, va ser nomenat director dels arxius capitulars, així com canonge arxiver de la catedral. Junyent va ser l'encarregat de traslladar la seu del Museu Episcopal fins a l'antiga escola de Sant Josep. A més, es va encarregar d'ordenar tots els arxius de la diòcesi. A partir del 1963 va formar part de l'Acadèmia de Bones Lletres. El 1978 va ser nomenat doctor honoris causa de la Facultat de Teologia de Catalunya.
Entre les seves nombroses obres destaquen una primera sèrie de llibres dedicats a l'arqueologia cristiana, així com una extensa bibliografia relativa a la ciutat de Vic.
Cal destacar també la publicació pòstuma del Diplomatari de la Catedral de Vic (1980-1996), amb l'edició de 650 documents dels segles IX i X. Posteriorment, Ramon Ordeig i Mata publicà els documents del segle xi.

## Obres
Art
- La basílica del monestir de Santa Maria de Ripoll, (1932)
- L'arquitectura religiosa en la Catalunya carolíngia, (1963)

Obres presentades als Jocs Florals de Barcelona
- Visions muntanyenques, (1922)
- El jorn de la llibertat, (1922)
- Jan, el pastor, (1923)
- Elegia de muntanya, (1924)
- La cançó del brollador, (1924)
- Eurítmia de la natura, (1924)
- L'encís morent de la tarda, (1924)
- Antifonari marià, (1924)
- La font freca, (1926)
- El clam de la natura, (1926)
- La darrera paraula, (1926)